# L'Embarras du choix
Pour plus de détails, voir Fiche technique et Distribution.
L'Embarras du choix est une comédie romantique française réalisée par Éric Lavaine, sortie en 2017.

## Synopsis
Juliette, 40 ans, a traversé la vie en étant incapable de prendre une décision, quelle qu'elle soit. Elle est toujours célibataire et sans enfants lorsque deux hommes, Paul et Étienne, entrent dans sa vie ! Va-t-elle friser la bigamie ?

## Fiche technique
- Titre : L'Embarras du choix
- Réalisation : Éric Lavaine
- Scénario : Éric Lavaine, Laure Hennequart et Laurent Turner
- Musique : Fabien Cahen
- Montage : Vincent Zuffranieri
- Mixage : Fabien Devillers
- Photographie : François Hernandez
- Décors : Isabelle Delbecq
- Costumes : Aurore Pierre
- Producteur : Alain Benguigui et Thomas Verhaeghe
  - Coproducteur : Jérôme Seydoux, Vivien Aslanian et Romain Le Grand
- Production : Sombrero Films et Atelier de production
  - Coproduction : Pathé Production, Orange Studio, TF1 Films Production, UMedia, Nexus Factory, CN6 Productions et Delta cinéma
  - SOFICA : A+ Images 7, Cinémage 11, Cofimage 28, LBPI 10, Manon 7, Soficinéma 13
- Distribution : Pathé Distribution
- Pays :  France
- Durée : 97 minutes
- Dates de sortie :
  -  France : 19 janvier 2017 (Festival international du film de comédie de l'Alpe d'Huez) ; 15 mars 2017 (en salles)

## Distribution
- Alexandra Lamy : Juliette
- Arnaud Ducret : Étienne
- Jamie Bamber : Paul
- Anne Marivin : Joelle
- Sabrina Ouazani : Sonia
- Lionnel Astier : Richard
- Jérôme Commandeur : Philippe
- Arnaud Henriet : Cédric
- Franck Dubosc : prêtre écossais
- Franck Gastambide : Gilles
- Benjamin Jungers : Client tatouage
- Simon Astier : Richard jeune
- Elise Diamant : la mère de Juliette
- Laure Hennequart : Nina la serveuse
- Christophe Canard : Le gynécologue
- Xavier Dumont : Le mec Tinder
- Jean-Yves Tual : Nain de chœur
- Anthony Bajon : l'étudiant maître d'hôtel

## Musique
- My name is trouble par Keren Ann.

## Accueil

### Box-office
Lors de sa sortie, ce film a fait 444 534 entrées en salles françaises (source JPS Office).